# Thomas Byrne
Thomas Byrne (ur. 1 czerwca 1977 w Droghedzie) – irlandzki polityk i prawnik, Teachta Dála i senator w Oireachtas.

## Życiorys
Ukończył studia prawnicze w Trinity College w Dublinie. Podjął praktykę w zawodzie radcy prawnego, został członkiem irlandzkiego towarzystwa prawniczego oraz rady prawniczej NUI w Maynooth.
Zaangażował się w działalność polityczną w ramach Fianna Fáil, w 2007 z ramienia tego ugrupowania uzyskał mandat posła Dáil Éireann w jednym z okręgów hrabstwa Meath. Bez powodzenia kandydował w 2009 w wyborach europejskich, a także w 2011 w wyborach krajowych i w 2013 w uzupełniających. W 2011 powołany w skład Seanad Éireann jako przedstawiciel panelu kulturalno-edukacyjnego. W 2016, 2020 i 2024 ponownie był wybierany na posła do Dáil Éireann.
W lipcu 2020 powołany na niższe stanowisko rządowe – ministra stanu odpowiedzialnego za sprawy europejskie. W grudniu 2022 przeszedł na tożsamą funkcję w departamencie edukacji, a także departamencie mediów, turystyki, sztuki, kultury i sportu oraz Gaeltachtu. W styczniu 2025 ponownie otrzymał nominację na urząd ministra stanu odpowiedzialnego za sprawy europejskie.